# Łucjan
Łucjan – imię męskie pochodzenia łacińskiego. Imię to jest polską wersją łacińskiego Lucianus, co oznacza „należący do Lucjusza, wywodzący się od Lucjusza” (w dawnym języku polskim imiona pochodzenia łacińskiego zaczynające się od L zapisywało się jako zaczynające się od Ł).
W styczniu 2025 r. w rejestrze PESEL, wśród publicznie dostępnych danych dotyczących osób żyjących, wykazano 1072 mężczyzn o imieniu Łucjan nadanym jako imię pierwsze. Jego oboczną formą, w XXI wieku kilka razy częściej spotykaną (14543 nadań), jest Lucjan.
Łucjan imieniny obchodzi 7 stycznia, 13 czerwca, 4 października i 26 października.

## Mężczyźni o imieniu Łucjan
- Łucjan Kamieński – polski muzykolog i kompozytor,
- Łucjan Kops – polski naukowiec,
- Łucjan Kościelecki – polski aktor i dyrektor teatrów,
- Łucjan Królikowski OFMConv – polski zakonnik katolicki, kawaler Orderu Orła Białego,
- Łucjan Łuszczki – rektor Polskiej Misji Katolickiej w Argentynie,
- Łucjan Ruszała – polski duchowny katolicki,
- Łucjan Staniak (pseudonim „Czerwony Pająk”) – seryjny morderca i gwałciciel ze Śląska, bohater legendy miejskiej, faktycznie nieistniejący[6].